# Gotor
Gotor és un municipi d'Aragó situat a la província de Saragossa i enquadrat a la comarca d'Aranda.